# Mangifera taipa
Mangifera taipa là một loài thực vật thuộc họ Anacardiaceae. Đây là loài đặc hữu của có thể cả Indonesia.